# Eduardo Schmidt
Eduardo Schmidt, también conocido como Edu Schmidt (n. Haedo, Buenos Aires, 9 de diciembre de 1973) es un cantante, compositor y violinista de rock argentino. Es reconocido por haber sido líder de la agrupación Árbol entre los años 1994 a 2006, con la que editó un total de cinco trabajos discográficos de estudio. Tras su salida de la banda a fines del año 2006, emprendió su carrera como solista, con lo que lleva editados tres materiales grabados de forma independiente.  Además de cantante, es también multiinstrumentista, productor artístico, compositor de música incidental, arreglador, pedagogo y actor.

## Biografía

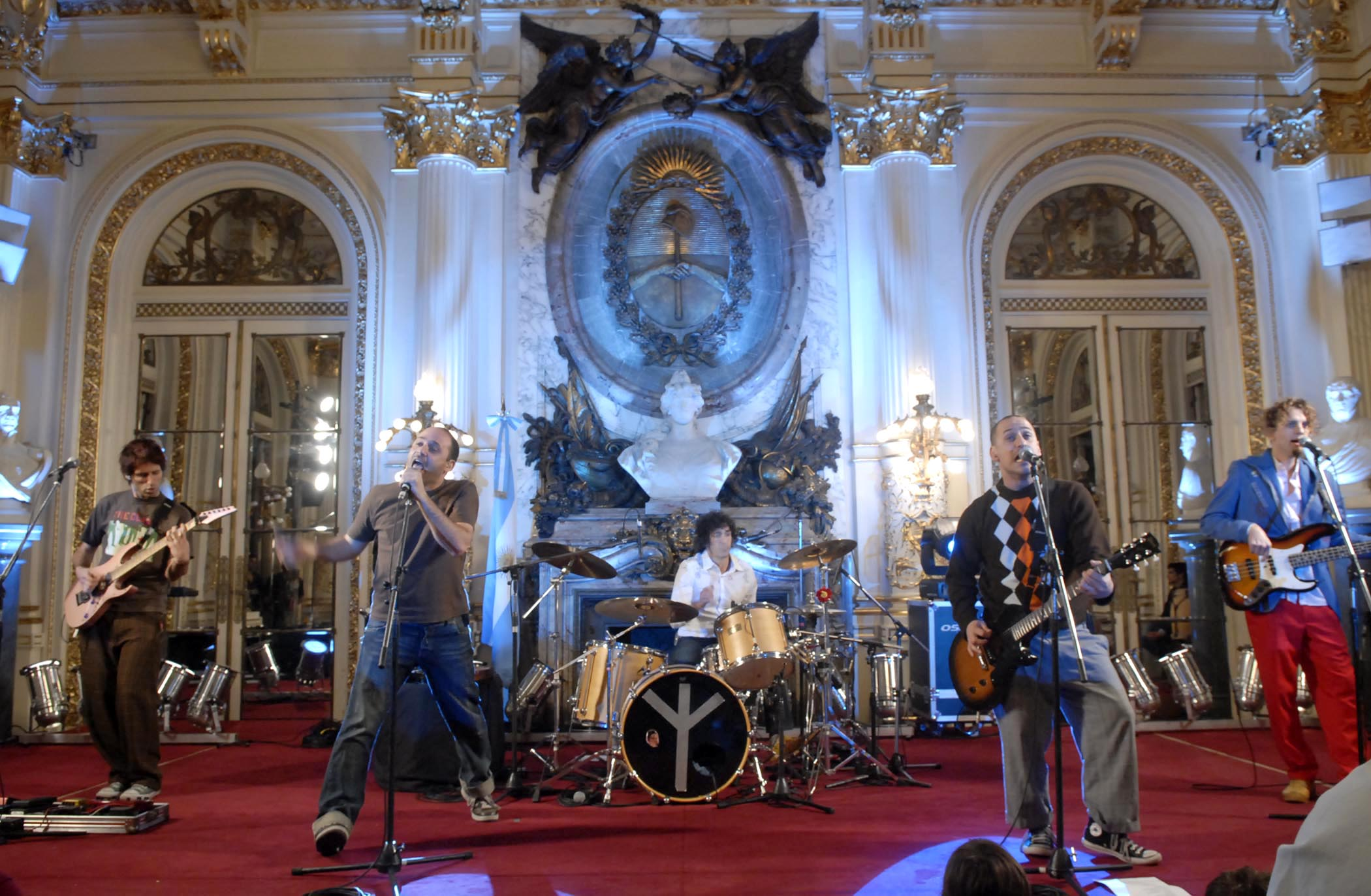
Schmidt en octubre de 2006, tocando junto a Árbol, en un concierto realizado en la Casa Rosada.

Oriundo de Haedo, tuvo una gran formación académica al iniciar sus estudios de música (se recibió en la Facultad de Bellas Artes (UNLP) de La Plata y en el Conservatorio Municipal Manuel de Falla). Allí empezó a tocar en distintas orquestas sinfónicas, participó en muchos grupos de música popular, folklore, tango y rock.
En 1994 fue uno de los fundadores de Árbol, una banda de rock y de música alternativa que sería una de las bandas de mayor crecimiento una década más tarde. En este exitoso proyecto, Schmidt dio rienda suelta a su eminente creatividad, tanto en la composición como en la versatilidad instrumental, tocando el violín, el charango, la flauta y la trompeta. Con el grupo llegó a tocar en los escenarios más importantes de la Argentina, con canciones que llegan al puesto número uno de radios y televisión, además de girar por países como Uruguay, Chile, Paraguay, México y los Estados Unidos.
En medio del apogeo en que estaba Árbol, con más de 100.000 copias vendidas del álbum Guau! y un ferviente público de seguidores en el país, la situación para Schmidt se hizo cada más compleja y éste entendió que ya no se sentía cómodo en el grupo. Así que en noviembre de 2006, la banda anunció en un comunicado oficial su salida, por decisión grupal, aunque él mismo reconocería que fue una decisión difícil.
Realizó un casting de músicos vía mail y armó su nueva banda. Giró por el país durante los años 2007 y 2008. En 2009 se abocó al disco debut, que finalmente se llamaría El silencio es salud, cuyo corte de difusión fue la canción que le da título al disco. Schmidt estuvo acompañado de Matías Luongo en guitarra, Nicolás Aranda en bajo, Ariel Polenta en teclados, y Daniel Bugallo en batería y violín.
A fines de 2013 lanzó Chocho!, su segundo disco, financiado colectivamente a través de internet. Participaron como invitados Ciro Pertusi, Walter Piancioli (del grupo Los Tipitos), y Pablo Romero, su excompañero de Árbol.

## Discografía

### Con Árbol
| Año  | Disco            | Discográfica  |
| 1996 | Jardín frenético | Independiente |
| 1999 | Árbol            | Surco         |
| 2002 | Chapusongs       | Surco         |
| 2004 | Guau!            | Surco         |
| 2006 | Miau!            | Surco         |

### Como solista
| Año  | Disco                | Discográfica      |
| 2009 | El silencio es salud | EMI / Apio Discos |
| 2014 | Chocho               | Apio Discos       |
| 2017 | Loco!                | Apio Discos       |
| 2020 | Croto                |                   |

## Filmografía
- Que sea rock - 2006
- Güelcom (como un paciente en terapia de grupo) - 2011[6]